# Institución Atlética Larre Borges
O Institución Atlética Larre Borges é um clube profissional de basquetebol localizado em Unión, Montevidéu, Uruguai, que atualmente disputa a LUB. Manda seus jogos no Estadio Romeo Schinca com capacidade para 1.200 espectadores.

## Temporada por Temporada
| Temporada | Nível | Liga  | Pos. | Pós Temporada     |
| --------- | ----- | ----- | ---- | ----------------- |
| 2007      | 2     | Metro | 5    |                   |
| 2008      | 2     | Metro | 11   |                   |
| 2009      | 2     | Metro | 4    | Semifinalista     |
| 2010      | 2     | Metro | 2    | Promovido         |
| 2011      | 2     | Metro | 5    |                   |
| 2011-2012 | 1     | LUB   | 10   |                   |
| 2013–14   | 1     | LUB   | 15   |                   |
| 2013      | 2     | Metro | 1    |                   |
| 2014-15   | 1     | LUB   | 9    | Quartas de finais |
| 2015-16   | 1     | LUB   | 7    | Oitavas de finais |
| 2016-17   | 1     | LUB   | 6    | Quartas de finais |
| 2017-18   | 1     | LUB   |      |                   |